# Tamba sondaicus
Tamba sondaicus är en fjärilsart som beskrevs av Pieter Cornelius Tobias Snellen 1877. Tamba sondaicus ingår i släktet Tamba och familjen nattflyn. Inga underarter finns listade i Catalogue of Life.